# 直列14気筒
直列14気筒（ちょくれつじゅうよんきとう）とは、シリンダー（気筒）が14本直列に並んでいるレシプロエンジン等のシリンダー配置である。直列14気筒エンジンは非常に長いエンジンで、それゆえに大きな船舶への利用に限られる。
唯一知られている直列14気筒エンジンはバルチラのRTA96-C系列のエンジンである。それはコンテナ船に使われる巨大な2ストロークユニフロー掃気ディーゼルエンジンである。このエンジンの排気量は25,480リットルでピストンの内径は0.965m、行程は2.5mである。エンジン本体の大きさは、全長27.1m、全高13.4m、重量2,300トンである。馬力は108,920馬力(80,080 kW) / 102 rpm、トルクは7,603,749 Nmである。